# Ulrik Edward Geniets
Ulrik Edward Geniets, O. Praem. (Ekeren, 5 juni 1939 - Averbode, 13 november 2005) was een norbertijn, priester en van 1987 tot aan zijn dood de 51e abt van de abdij van Averbode.

## Levensloop
Op 12 september 1957 trad hij in in de abdij van Averbode. Op 28 augustus 1959 legde hij er zijn religieuze professie af. Op 14 maart 1964 werd hij priester gewijd. Ulrik Edward Geniets was doctorandus in de theologie en auteur van enkele boeken. Hij was voorzitter van de Vereniging ter bevordering van het religieuze boek in Vlaanderen en ondervoorzitter van het Centrum voor Religieuze Kunst en Cultuur, dat in de Abdij van Park in Heverlee (Leuven) is ondergebracht. Hij gaf tal van voordrachten in Vlaanderen, in parochies en voor culturele verenigingen. Hij was ook lid van het Interdiocesaan Pastoraal Beraad (IPB). Op 1 mei 1987 werd hij abt van de abdij van Averbode. Hij overleed in november 2005 op 66-jarige leeftijd onverwacht in de abdij.
Geniets was ook een fervente supporter van voetbalclub Germinal Ekeren, waarbij hij geregeld naar de wedstrijden ging kijken. Het was voor hem niet alleen een middel om zich te ontspannen maar volgens hem ook een gelegenheid "om met de gewone man in contact te komen". Hij was ook supporter van volleybalclub Everbeur.